# 彭謙 (永樂丙戌進士)
彭謙，湖廣湘陰人（今湖南省汨罗市川山坪镇高家坊）。明朝政治人物、進士。
永樂四年（1406年）二甲第四十三名進士，累官浙江按察司佥事，后累任至四川按察副使，有政績，后升四川左參議，致仕而歸。死后归葬湘阴望江岭。著有《惜阴轩集》。